# Dilemaona
Las dilemaonas son alcaloides indólicos (ciclopenta[g]indólicos) aislados de la esponja Ectyonancora flabellata.